# EOKA
Az EOKA (görögül: Εθνική Οργάνωσις Κυπρίων Αγωνιστών, azaz Ciprusi Harcosok Nemzeti Szervezete) egy görög ciprióta jobboldali-nacionalista fegyveres csoport volt, amely a gyarmati státuszban lévő Ciprus felszabadításáért harcolt a britek ellen, majd a sziget Görögországgal való egyesítéséért, azaz az enózisz mozgalom sikeréért.
Az EOKA katonai akciói 1955. április 1-én kezdődtek, amikor tagjai megtámadták a sziget több, brit fennhatóságot jelképező intézményét. A szervezet a későbbiekben fegyveres támadásokat robbantásokat és orgyilkosságokat hajtott végre a szigeten állomásozó brit erők és civilek, a britek vélt vagy valós görög ciprióta támogatói és a sziget török ciprióta kisebbségének képviselői ellen. Fegyveres akcióik során 105 brit tisztviselőt és 51 rendőrt öltek meg. Szintén meggyilkoltak 148 görög cipriótát (közöttük 23 ismert baloldali volt) és megsebesítettek 69-et. A török ciprióták ellen végrehajtott támadásoknak egyedül 1958-ban 55 halálos áldozata volt. A gyarmati brit hatóságok az EOKA elleni küzdelem során a szervezet több tagját felakasztották.
Az EOKA támadásai életre hívták a török ciprióták Török Ellenállási Mozgalom (törökül: Türk Mukavemet Teşkilatı) nevű, hasonló eszközökkel küzdő szervezetét. A két csoport egymás tagjaira is vadászott.
Az EOKA fegyveres kampánya hivatalosan 1959. március 31-én ért véget. Céljait Ciprus 1960-as függetlenségével részben elérte.
A mozgalom megítélése a ciprusi konfliktusban érintett felek között természetesen ellentmondásos. A terrorakciók és orgyilkosságok miatt a szervezetet terrorcsoportként tartja számon az Egyesült Királyság, Törökország és a ciprusi szakadár Észak-ciprusi Török Köztársaság. A Ciprusi Köztársaság viszont a szervezet tagjait szabadságharcosoknak tekinti: április elseje, "EOKA-nap" néven nemzeti ünnep, 1960-ban EOKA-múzeumot hoztak létre Nicosiában, a '90-es évek során pedig egy otthont alapítottak a szervezet idős tagjainak egy Limassol közeli faluban.

## Fordítás
Ez a szócikk részben vagy egészben  az   EOKA című angol Wikipédia-szócikk ezen változatának fordításán alapul.  Az eredeti cikk szerkesztőit annak laptörténete sorolja fel. Ez a jelzés csupán a megfogalmazás eredetét és a szerzői jogokat jelzi, nem szolgál a cikkben szereplő információk forrásmegjelöléseként.

## Külső hivatkozások
- A Cipruson 1955-1959 között, szolgálatteljesítés közben elesett brit katonák emlékoldala, listája és életrajza (angol) Archiválva 2009. november 29-i dátummal a Wayback Machine-ben